# Riforme di misure e pesi nel Granducato di Toscana (1781-1782)
Nel 1781-1782, con tre editti, fu progressivamente reso obbligatorio nel Granducato di Toscana l'uso delle unità di misura di Firenze.
Nonostante la loro abrogazione, alcune unità locali risultavano ancora in uso nella seconda metà dell'Ottocento e furono riportate nelle tavole del 1877.

## Uniformità delle misure di lunghezza nel territorio di Firenze
Con editto del 13 marzo 1781, come primo passo verso l'uniformità delle unità di misura, vennero abrogati il braccio a terra e lo stioro fiorentino nel contado di Firenze.
Restarono così in suo solo il braccio fiorentino (in precedenza detto da panno) e le misure di superficie derivate.

### Unità abolite
A Firenze:
| Nome            | Nome            | Nome            | Valore | Valore | Note                                                        |
| --------------- | --------------- | --------------- | ------ | ------ | ----------------------------------------------------------- |
| Braccio a terra | Braccio a terra | Braccio a terra | 0,5512 | m      | pari a {\textstyle {\frac {17}{18}}} del braccio fiorentino |
| 20              | Soldo           | Soldo           |        |        |                                                             |
| 240             | 12              | Denaro          |        |        |                                                             |

| Nome              | Nome              | Nome              | Nome                   | Valore | Valore | Note                               |
| ----------------- | ----------------- | ----------------- | ---------------------- | ------ | ------ | ---------------------------------- |
| Stioro fiorentino | Stioro fiorentino | Stioro fiorentino | Stioro fiorentino      | 524,96 | m²     | pari a 1728 braccia quadre a terra |
| 12                | Panoro            | Panoro            | Panoro                 |        |        |                                    |
| 144               | 12                | Pugnoro           | Pugnoro                |        |        |                                    |
| 1728              | 144               | 12                | Braccio quadro a terra |        |        |                                    |

## Estensione a Pisa delle unità di misura e di peso di Firenze
Con editto del 2 maggio 1781 si stabilì l'utilizzo delle unità di misura e di peso fiorentine a Pisa e nella sua provincia, escluso il peso per la vendita del sale.
Apparentemente la varietà di staia in uso a Pisa, con piccole differenze rispetto allo staio fiorentino, sarebbe dovuta solo a negligenza o a involontaria imprecisione nella verifica delle misure, perché sin dall'anno 1406 a Pisa erano in uso le unità di misura di Firenze.

### Territorio
Le comunità interessate dalla riforma furono Bagni di San Giuliano, Bibbona, Campiglia, Cascina, Castellina Marittima, Chianni, Casale, Fauglia, Guardistallo, Gherardesca, Laiatico, Lari, Livorno, Lorenzana, Montescudaio, Orciano, Palaia, Peccioli, Pisa, Pontedera, Ponsacco, Rosignano, Sassetta, Vicopisano.

## Estensione delle unità di misura e di peso di Firenze al Granducato
Con editto dell'11 luglio 1782 venne completata la riforma estendendo le unità fiorentine a quasi tutto il Granducato di Toscana.
Furono esentati i territori della Lunigiana, di Barga e di Pietrasanta.
La corrispondenza metrica è ricavata dalle tavole ufficiali edite nel 1877.

### Misure di lunghezza
| Nome               | Nome               | Nome               | Nome               | Valore | Valore |
| ------------------ | ------------------ | ------------------ | ------------------ | ------ | ------ |
| Braccio fiorentino | Braccio fiorentino | Braccio fiorentino | Braccio fiorentino | 0,5836 | m      |
| 20                 | Soldo              | Soldo              | Soldo              |        |        |
| 240                | 12                 | Denaro             | Denaro             |        |        |
| 2880               | 144                | 12                 | Punto              |        |        |

### Misure di superficie
| Nome     | Nome     | Nome     | Nome     | Nome             | Valore  | Valore |
| -------- | -------- | -------- | -------- | ---------------- | ------- | ------ |
| Quadrato | Quadrato | Quadrato | Quadrato | Quadrato         | 3406,19 | m²     |
| 10       | Tavola   | Tavola   | Tavola   | Tavola           |         |        |
| 100      | 10       | Deca     | Deca     | Deca             |         |        |
| 1000     | 100      | 10       | Pertica  | Pertica          |         |        |
| 10000    | 1000     | 100      | 10       | Braccio quadrato |         |        |

### Misure di capacità per gli aridi
| Nome  | Nome   | Nome       | Nome       | Valore  | Valore |
| ----- | ------ | ---------- | ---------- | ------- | ------ |
| Staio | Staio  | Staio      | Staio      | 24,3629 | L      |
| 4     | Quarto | Quarto     | Quarto     |         |        |
| 64    | 16     | Quartuccio | Quartuccio |         |        |
| 6400  | 1600   | 100        | Centesimi  |         |        |

### Misure di capacità per i liquidi
Misure da vino:
| Nome           | Nome           | Nome           | Nome           | Valore  | Valore |
| -------------- | -------------- | -------------- | -------------- | ------- | ------ |
| Barile da vino | Barile da vino | Barile da vino | Barile da vino | 45,5840 | L      |
| 20             | Fiasco         | Fiasco         | Fiasco         |         |        |
| 160            | 8              | Quartuccio     | Quartuccio     |         |        |
| 16000          | 800            | 100            | Centesimi      |         |        |

Misure da olio:
| Nome           | Nome           | Nome           | Nome           | Valore  | Valore |
| -------------- | -------------- | -------------- | -------------- | ------- | ------ |
| Barile da olio | Barile da olio | Barile da olio | Barile da olio | 33,4289 | L      |
| 16             | Fiasco         | Fiasco         | Fiasco         |         |        |
| 128            | 8              | Quartuccio     | Quartuccio     |         |        |
| 12800          | 800            | 100            | Centesimi      |         |        |

### Pesi
| Nome   | Nome   | Nome   | Nome   | Valore | Valore |
| ------ | ------ | ------ | ------ | ------ | ------ |
| Libbra | Libbra | Libbra | Libbra | 339,5  | g      |
| 12     | Oncia  | Oncia  | Oncia  |        |        |
| 288    | 24     | Denaro | Denaro |        |        |
| 6912   | 576    | 24     | Grano  |        |        |

### Territorio
Nelle tavole di ragguaglio del 1782 i comuni sono divisi in due gruppi
- Comuni del territorio fiorentino
  - Firenze, Anghiari, Arezzo, Badia Tedalda, Bagno, Borgo San Sepolcro, Castiglion Fiorentino, Castel Fiorentino, Castel San Niccolò, Castelfranco di Sotto, Cerreto, Chiusi, Colle, Cortona, Empoli, Foiano, Galeata, San Gimignano, Lucignano, Marradi, San Miniato, Modigliana, Monte Carlo, Montepulciano, Montecatini, Monte San Savino, Monterchi, Palazzuolo, Pescia, Pieve Santo Stefano, Pisa, Pistoia, Poppi, Portoferraio, Portico, Prato, Pratovecchio, Rassina, Rocca San Casciano, Sestino, Terra del Sole, Uzzano, Vellano, Verghereto, Volterra
- Comuni del territorio senese
  - Siena, Asciano, Asinalunga, Badia di San Salvatore, Buonconvento, Camporsevoli, Castell'Ottieri, Castiglione della Pescaia, Celle, Cetona, Chianciano, Chiusi, Grosseto, Magliano, Montalcino, Pian Castagnaio, Pitigliano, Radicofani, San Casciano dei Bagni, Santa Fiora, Sarteano, Scansano, Sorano, Torrita